# Coordinació Catalana de Colònies, Casals i Clubs d’Esplai
Coordinació Catalana de Colònies, Casals i Clubs d’Esplai (CCCCCE) ist ein katholischer Jugendverband in Katalonien. CCCCCE ist einer der größten Mitgliedsverbände des katalanischen Jugendrings (Consell Nacional de la Joventut de Catalunya) und Mitglied im internationalen Dachverband katholischer Jugendverbände Fimcap.

## Struktur und Geschichte
CCCCCE ist ein Dachverband für die Jugendarbeit in den Katholischen Diözesen in Katalonien.
CCCCCE wurde 1957 gegründet. CCCCCE führte als erste Jugendorganisation in Katalonien das Konzept der "clubs d’esplais" (Deutsch: „Freizeit-Klubs“) ein. Später wurde dieses Konzept zum Modell für andere Jugendbewegungen in Katalonien.
| Name                                                   | Untergruppen | Region           |
| ------------------------------------------------------ | --- | ---------------- |
| Fundació Pere Tarrés                                   | Moviment de Centres d’Esplai Cristians Catalans – Barcelona, Servei Colònies de Vacances, Escola de l’Esplai de Barcelona – Formació, Consultoria i Estudis | Barcelona        |
| Fundació Esplai Girona – Mare de Déu del Mont (Girona) | Coordinació de Centres d’Esplai, Servei de Cases de Colònies, Escola de l’Esplai de Girona                                                                  | Girona           |
| Fundació Verge Blanca                                  | Moviment de Centres d’Esplai Cristians Catalans – Lleida, Servei Colònies de Vacances, Escola de l’Esplai de Lleida                                         | Lleida           |
| Fundació Santa Maria de Siurana                        | Moviment de Centres d’Esplai Cristians Catalans – Tarragona, Servei de Colònies de Vacances, Escola de l’Esplai de Tarragona                                | Tarragona        |
| Fundació Croera                                        | Moviment de Centres d’Esplai Cristians Catalans – Tortosa, Escola de l’Esplai de Tortosa                                                                    | Tortosa          |
| Fundació d’Esplais Santa Maria de Núria                | | Diòcesi d’Urgell |

## Auszeichnungen
- 1990: Creu de Sant Jordi (einer der wichtigsten Orden der Region Katalonien)